# إسماعيل فرهادي
إسماعيل فرهادي (ولد في 26 يوليو 1982 في إيران) هو لاعب كرة قدم إيراني لعب لعدة أندية منها مع نادي غوستاريش فولاد.
لعب لصالح نادي زوب أهان في دوري أبطال آسيا عام 2010، وحصل معه على وصافة البطولة.